# Lista de governadores do Kentucky
Em política, governador do Kentucky é o título dado ao chefe do poder executivo do estado norte-americano do Kentucky. esta é uma lista de governadores do Kentucky:
| Número | Governador                | Data da posse           | Data da saída           | Partido               | Notas |
| ------ | ------------------------- | ----------------------- | ----------------------- | --------------------- | ----- |
| 1      | Isaac Shelby              | 4 de junho de 1792      | 7 de junho de 1796      | Democrata-Republicano |       |
| 2      | James Garrard             | 7 de junho de 1796      | 5 de setembro de 1804   | Democrata-Republicano |       |
| 3      | Christopher Greenup       | 5 de setembro de 1804   | 1º de setembro de 1808  | Democrata-Republicano |       |
| 4      | Charles Scott             | 1º de setembro de 1808  | 24 de agosto de 1812    | Democrata-Republicano |       |
| 5      | Isaac Shelby              | 24 de agosto de 1812    | 1º de setembro de 1816  | Democrata-Republicano |       |
| 6      | George Madison            | 1º de setembro de 1816  | 14 de outubro de 1816   | Democrata-Republicano |       |
| 7      | Gabriel Slaughter         | 14 de outubro de 1816   | 29 de agosto de 1820    | Democrata-Republicano |       |
| 8      | John Adair                | 29 de agosto de 1820    | 24 de agosto de 1824    | Democrata-Republicano |       |
| 9      | Joseph Desha              | 24 de agosto de 1824    | 26 de agosto de 1828    | Democrata-Republicano |       |
| 10     | Thomas Metcalfe           | 26 de agosto de 1828    | 4 de setembro de 1832   | Nacional Republicano  |       |
| 11     | John Breathitt            | 4 de setembro de 1832   | 21 de fevereiro de 1834 | Democrata             |       |
| 12     | James Turner Morehead     | 21 de fevereiro de 1834 | 30 de agosto de 1836    | Nacional Republicano  |       |
| 13     | James Clark               | 30 de agosto de 1836    | 27 de agosto de 1839    | Whig                  |       |
| 14     | Charles A. Wickliffe      | 27 de agosto de 1839    | 2 de setembro de 1840   | Whig                  |       |
| 15     | Robert P. Letcher         | 2 de setembro de 1840   | 4 de setembro de 1844   | Whig                  |       |
| 16     | William Owsley            | 4 de setembro de 1844   | 6 de setembro de 1848   | Whig                  |       |
| 17     | John J. Crittenden        | 6 de setembro de 1848   | 31 de julho de 1850     | Whig                  |       |
| 18     | John L. Helm              | 31 de julho de 1850     | 2 de setembro de 1851   | Whig                  |       |
| 19     | Lazarus W. Powell         | 2 de setembro de 1851   | 4 de setembro de 1855   | Democrata             |       |
| 20     | Charles S. Morehead       | 4 de setembro de 1855   | 30 de agosto de 1859    | Americano             |       |
| 21     | Beriah Magoffin           | 30 de agosto de 1859    | 18 de agosto de 1862    | Democrata             |       |
| 22     | James Fisher Robinson     | 18 de agosto de 1862    | 1º de setembro de 1863  | Democrata             |       |
| 23     | Thomas E. Bramlette       | 1º de setembro de 1863  | 3 de setembro de 1867   | Democrata             |       |
| 24     | John L. Helm              | 3 de setembro de 1867   | 8 de setembro de 1867   | Democrata             |       |
| 25     | John W. Stevenson         | 8 de setembro de 1867   | 3 de fevereiro de 1871  | Democrata             |       |
| 26     | Preston Leslie            | 3 de fevereiro de 1871  | 31 de agosto de 1875    | Democrata             |       |
| 27     | James B. McCreary         | 31 de agosto de 1875    | 2 de setembro de 1879   | Democrata             |       |
| 28     | Luke P. Blackburn         | 2 de setembro de 1879   | 5 de setembro de 1883   | Democrata             |       |
| 29     | J. Proctor Knott          | 5 de setembro de 1883   | 30 de agosto de 1887    | Democrata             |       |
| 30     | Simon Bolivar Buckner     | 30 de agosto de 1887    | 2 de setembro de 1891   | Democrata             |       |
| 31     | John Y. Brown             | 2 de setembro de 1891   | 10 de dezembro de 1895  | Democrata             |       |
| 32     | William O'Connell Bradley | 10 de dezembro de 1895  | 12 de dezembro de 1899  | Republicano           |       |
| 33     | William S. Taylor         | 12 de dezembro de 1899  | 31 de janeiro de 1900   | Republicano           |       |
| 34     | William Goebel            | 31 de janeiro de 1900   | 3 de fevereiro de 1900  | Democrata             |       |
| 35     | J. C. W. Beckham          | 3 de fevereiro de 1900  | 10 de dezembro de 1907  | Democrata             |       |
| 36     | Augustus E. Willson       | 10 de dezembro de 1907  | 12 de dezembro de 1911  | Republicano           |       |
| 37     | James B. McCreary         | 12 de dezembro de 1911  | 7 de dezembro de 1915   | Democrata             |       |
| 38     | Augustus Owsley Stanley   | 7 de dezembro de 1915   | 19 de maio de 1919      | Democrata             |       |
| 39     | James D. Black            | 19 de maio de 1919      | 9 de dezembro de 1919   | Democrata             |       |
| 40     | Edwin P. Morrow           | 9 de dezembro de 1919   | 11 de dezembro de 1923  | Republicano           |       |
| 41     | William J. Fields         | 11 de dezembro de 1923  | 13 de dezembro de 1927  | Democrata             |       |
| 42     | Flem D. Sampson           | 13 de dezembro de 1927  | 8 de dezembro de 1931   | Republicano           |       |
| 43     | Ruby Laffoon              | 8 de dezembro de 1931   | 10 de dezembro de 1935  | Democrata             |       |
| 44     | Happy Chandler            | 10 de dezembro de 1935  | 9 de outubro de 1939    | Democrata             |       |
| 45     | Keen Johnson              | 9 de outubro de 1939    | 7 de dezembro de 1943   | Democrata             |       |
| 46     | Simeon Willis             | 7 de dezembro de 1943   | 9 de dezembro de 1947   | Republicano           |       |
| 47     | Earle Clements            | 9 de dezembro de 1947   | 27 de novembro de 1950  | Democrata             |       |
| 48     | Lawrence Wetherby         | 27 de novembro de 1950  | 13 de dezembro de 1955  | Democrata             |       |
| 49     | Happy Chandler            | 13 de dezembro de 1955  | 8 de dezembro de 1959   | Democrata             |       |
| 50     | Bert Combs                | 8 de dezembro de 1959   | 10 de dezembro de 1963  | Democrata             |       |
| 51     | Ned Breathitt             | 10 de dezembro de 1963  | 12 de dezembro de 1967  | Democrata             |       |
| 52     | Louie Nunn                | 12 de dezembro de 1967  | 7 de dezembro de 1971   | Republicano           |       |
| 53     | Wendell Ford              | 7 de dezembro de 1971   | 28 de dezembro de 1974  | Democrata             |       |
| 54     | Julian Carroll            | 28 de dezembro de 1974  | 11 de dezembro de 1979  | Democrata             |       |
| 55     | John Y. Brown Jr.         | 11 de dezembro de 1979  | 13 de dezembro de 1983  | Democrata             |       |
| 56     | Martha Layne Collins      | 13 de dezembro de 1983  | 8 de dezembro de 1987   | Democrata             |       |
| 57     | Wallace Wilkinson         | 8 de dezembro de 1987   | 10 de dezembro de 1991  | Democrata             |       |
| 58     | Brereton Jones            | 10 de dezembro de 1991  | 12 de dezembro de 1995  | Democrata             |       |
| 59     | Paul E. Patton            | 12 de dezembro de 1995  | 9 de dezembro de 2003   | Democrata             |       |
| 60     | Ernie Fletcher            | 9 de dezembro de 2003   | 11 de dezembro de 2007  | Republicano           |       |
| 61     | Steve Beshear             | 11 de dezembro de 2007  | 8 de dezembro de 2015   | Democrata             |       |
| 62     | Matt Bevin                | 8 de dezembro de 2015   | 10 de dezembro de 2019  | Republicano           |       |
| 63     | Andy Beshear              | 10 de dezembro de 2019  | presente                | Democrata             |       |